# Megaprimo
Un megaprimo è un numero primo con almeno un milione di cifre decimali.
Attualmente (6 novembre 2023), si conoscono 2322 megaprimi. Il primo ad essere stato scoperto fu il primo di Mersenne 26972593−1, con 2098960 cifre, trovato nel 1999 da Nayan Hajratwala, un partecipante al progetto di calcolo distribuito GIMPS.
È stato proposto anche il termine bevaprimo per indicare i numeri primi con almeno un miliardo di cifre decimali.